# Herenstraat 76 (Voorburg)
Herenstraat 76 of ’t Swaantje is een rijksmonument in Voorburg in de Nederlandse provincie Zuid-Holland. Het pand is gebouwd aan het einde van de 16e eeuw en is daarmee een van de oudste panden van Voorburg. Het monument valt onder het beschermd dorpsgezicht Voorburg. 
Het pand bestaat uit een beganegrond met kap. De voorgevel heeft een geblokte bepleistering, kroonlijst met eenvoudige en twee etalage-kasten (de rechter bijgemaakt bij de restauratie in 1972). Binnen is een inwendige balkenzoldering, een plavuizen vloer en in het voorhuis winkelkasten uit het midden 19e eeuw. Naast het pand is een overdekt steegje, dat toegankelijk is via een getoogd poortje aan de straat. De achterzijde bestaat uit een puntgevel met een uitbouw voorzien van een lessenaarsdak.